# Aquila
Le aquile (Aquila Brisson, 1760) sono un genere di uccelli rapaci della famiglia Accipitridae.

## Descrizione
Tutte le aquile sono caratterizzate da particolare robustezza e prestanza fisica: becco potente e uncinato, testa grande, ali ampie, corpi generalmente ricoperti di piume fino alle zampe che presentano artigli robusti, ricurvi e affilati. Hanno un volo potente, spesso veleggiato e maestoso; piombano dall'alto rapidissime sulle prede per poi afferrarle a volo radente.
Come tutti i rapaci, le aquile, dopo aver immobilizzato la vittima, iniziano a divorarla ancora viva e, spesso, la inghiottono intera per poi rigettarne ossa, penne e piume che non riescono a digerire.

### Caratteristiche generali dell'aquila minore
In Italia possiamo trovare molte specie di aquile e una delle aquile più piccole è l'aquila minore. L'aquila minore è oggi denominata aquila pennata ed è il rapace più piccolo del genere aquila. L'aquila minore è lunga 42-53 cm ha un'apertura alare di 113-134 cm ed il peso è dai 555 ai 965 grammi. Le femmine sono più grandi dei maschi, e in base alla regione di appartenenza sono presenti con due morfismi di colorazione differente (chiaro e scuro).

### Sesso ed età
Il maschio di Aquila minore è più piccolo della femmina e in base alla lunghezza dell'ala e della coda è possibile verificarne il sesso, infatti il maschio ha ali e coda più corte di quelle della femmina, rispettivamente di 370 e 195 mm. L'aquila minore impiega un ciclo di quattro anni per diventare adulta: 
- quando l'aquila minore ha un anno, lo si può capire dal morfismo chiaro e dagli occhi neri;
- quando l'aquila minore ha due anni, lo si può capire dal morfismo sotto ala;
- quando l'aquila minore ha tre anni, lo si può capire dal piumaggio simile a quello adulto;
- quando l'aquila minore è diventata adulta lo si può capire dal morfismo chiaro, dalle macchie marroni e dagli occhi arancioni.

### Habitat
L'aquila minore predilige un habitat con zone boschive non troppo fitte, aree pianeggianti ed alpeggi collinari e montani. Si riproduce in Europa meridionale (Spagna, Portogallo), Nord Africa e in tutta l'Asia.

## Biologia
Il cibo di questi rapaci è vario, ma sempre di origine animale. L'aquila reale preda marmotte, lepri, fagianidi, corvidi, tartarughe, piccioni, conigli, giovani cerbiatti. L'Aquila codacuneata, preda anche grossi pitoni, koala, opossum, canguri, wallaby, uccelli del paradiso e piccoli marsupiali. L'aquila minore si nutre principalmente di uccelli, in particolare stormi di piccioni, ecc.

## Tassonomia
Il genere Aquila comprende le seguenti specie:
- Aquila rapax (Temminck, 1828) - aquila rapace
- Aquila nipalensis (Hodgson, 1833) - aquila delle steppe
- Aquila adalberti (C.L.Brehm, 1861) - aquila imperiale iberica
- Aquila heliaca (Savigny, 1809) - aquila imperiale orientale
- Aquila gurneyi (G.R.Gray, 1861) - aquila di Gurney
- Aquila chrysaetos (Linnaeus, 1758) - aquila reale
- Aquila audax (Latham, 1802) - aquila cuneata
- Aquila verreauxii (Lessoni) 1831 - aquila di Verreaux
- Aquila africana (Cassin, 1865) - aquila minore di Cassin
- Aquila fasciata (Vieillot, 1822) - aquila di Bonelli
- Aquila spilogaster (Bonaparte, 1850) - aquila minore africana

## Leggende, miti e simboli
L'aquila, grazie alle sue caratteristiche di grosso rapace, dalla vista acutissima, dal volo maestoso, dalla capacità di volare ad altezze irraggiungibili e piombare con velocità impressionante sulle prede, ha destato in tutti i popoli antichi il mito dell'invincibilità, paragonato ora al Sole, ora al messaggero degli dei o allo stesso Dio. Se l'Elefante è considerato il re degli animali e il leone il re della foresta, l'aquila è la regina dei volatili. Nell'antica arte sumerica si trovano reperti archeologici, che mostrano un animale con corpo di aquila e testa di leone: emblema di sovranità sulla terra e sull'aria.

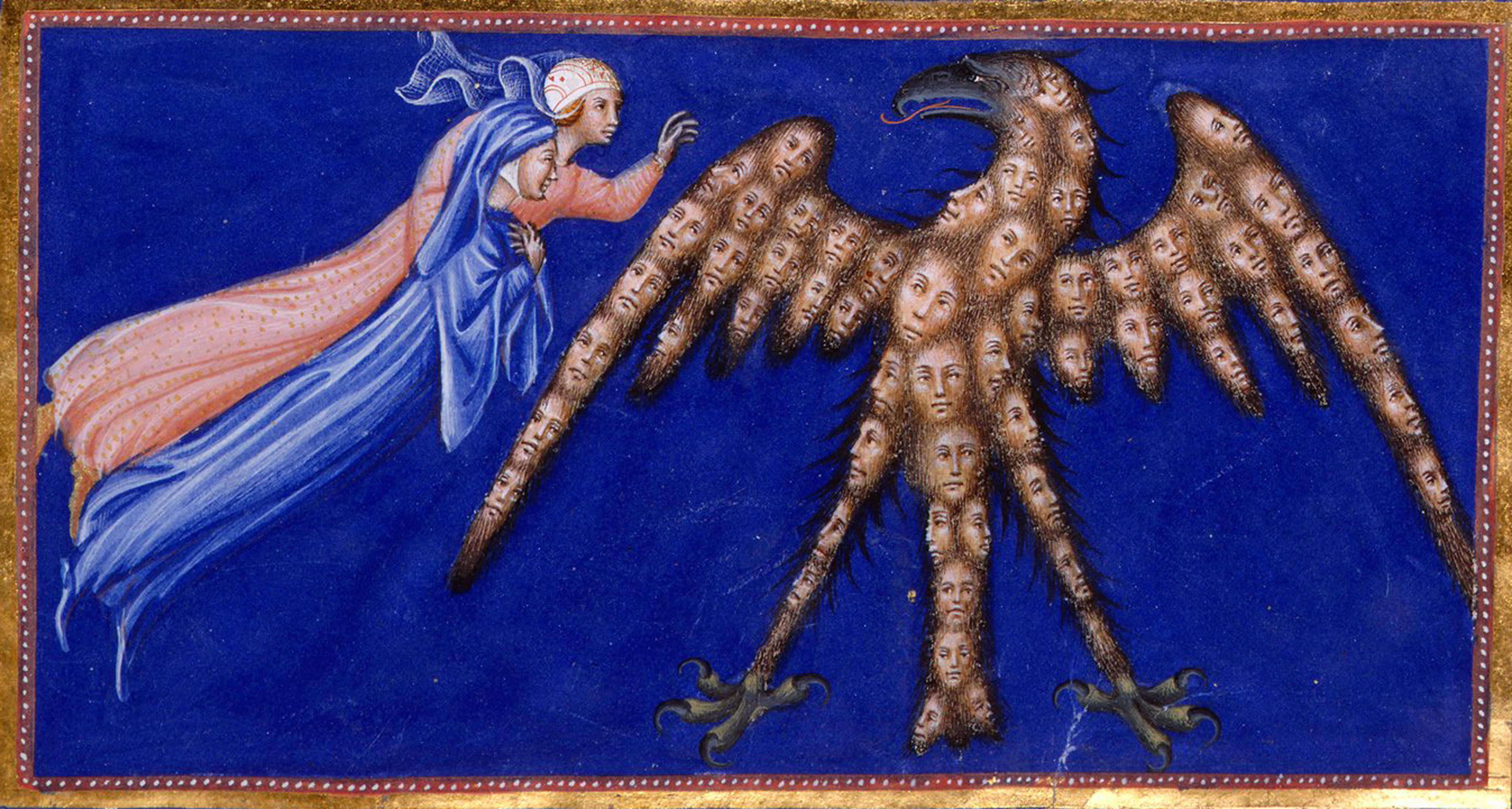
Dante e Beatrice nel cielo di Giove contemplano l'aquila imperiale (miniatura di Giovanni di Paolo, XV sec.)

Simbolo celeste e solare, l'aquila indica pure acutezza mentale e d'ingegno, tanto che ancora oggi, parlando di una persona di intelligenza mediocre, se non scarsa, si ricorre alla litote: «Quella persona non è certo un'aquila». A "canonizzare" questa metafora fu Dante Alighieri, quando nella sua Divina Commedia parla di Omero, che ai tempi del sommo poeta era considerato una delle più grandi menti mai esistite:
(Dante Alighieri, Divina Commedia, Inferno, IV, 95-96)
D'altra parte anche l'antico proverbio latino
che sta a indicare come i grandi non si curino delle piccole cose, attribuisce automaticamente all'aquila il simbolo di grandezza.
Altra caratteristica dell'aquila, secondo antiche credenze, è quella di poter fissare con lo sguardo il sole senza che i suoi occhi ne patiscano. Conferma questa credenza anche Dante Alighieri, affermando nel I canto del Paradiso (vv. 46-48):

### L'aquila nelle tradizioni precristiane e precolombiane
Nello sciamanesimo asiatico, l'aquila era il simbolo di un dio. In particolare, presso il popolo degli Jakuti Siberiani, il suo nome coincide con quello del Dio Creatore. Pertanto, gli sciamani, intermediari tra il popolo e la divinità, erano detti "figli dell'aquila". Infine, secondo tale credenza, è l'aquila colei che trasporta l'anima dello sciamano, durante la sua fase di iniziazione.
Nella mitologia dei pellerossa l'aquila è la rappresentazione tangibile di Wakan Tanka, il Grande Uccello del Tuono, che elargisce i raggi solari ed è la manifestazione del Grande Spirito, la divinità suprema. Il diadema che ornava la testa dei grandi capi indiani era fatto di penne di aquila, simbolo solare, e penne di aquila, artigli e addirittura teste di questo regale uccello costituivano un corredo di amuleti indispensabile a ogni guerriero. Nella "Danza del Sole" i partecipanti indossavano piume di aquila e un fischietto di osso dello stesso uccello.
Nella mitologia azteca il dio-sole Tonatiuh era rappresentato da un'aquila, confermando anche qui la valenza solare che il mito assegna a questo uccello.
Lei è nemica mortale del serpente, che attacca e uccide. Così viene mostrata su antiche monete greche e galliche, mentre in Siria la leggenda vuole che Etana, pastore divenuto re, abbia salvato l'aquila dalle spire del serpente a cui l'uccello aveva divorato i figli. L'aquila, per ricompensarlo, lo avrebbe portato sulle sue ali fino in cielo.

#### L'aquila nella mitologia greca e romana

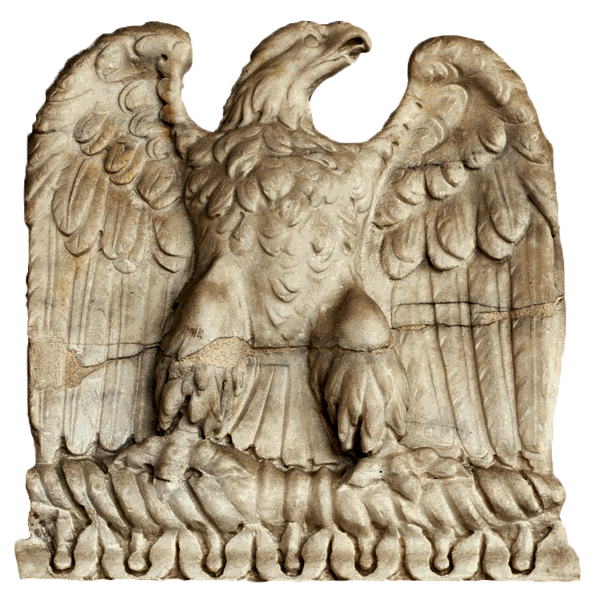
Aquila romana

Secondo la mitologia greca, Zeus si trasformò in aquila per rapire Ganimede. 
L'aquila fu anche considerata uccello aruspice, messaggero che portava i presagi dagli dei agli uomini. Nell'Iliade, Priamo, prima di recarsi presso il nemico Achille per ottenere il corpo del figlio Ettore, offrì a Zeus una libagione, affinché inviasse l'uccello «ad egli caro tra tutti e che ha la forza suprema.» Zeus ne ascoltò la preghiera e subito lanciò l'aquila, «il più sicuro degli uccelli, il cacciatore fosco che è chiamato il nero.»
Sempre nella mitologia greca, Eugammone di Cirene ci narra che un'aquila, l'aquila dei venti, venne inviata in aiuto a Chirone dopo che questi ebbe curato Achille e si smarrì mentre era sulla via del ritorno verso casa. Inoltre, proprio un'aquila fu inviata da Zeus sull'alta rupe, ov'era incatenato Prometeo, per dilaniargli il fegato.
L'aquila era, secondo la mitologia greco-romana, la portatrice dei fulmini di Giove e veniva anche raffigurata con i fulmini tra gli artigli. E così, leggermente modificata, compare nell'emblema degli Stati Uniti d'America. Portatrice di fulmini ma anche protettrice da questi: secondo Plinio il Vecchio i greci antichi a questo fine inchiodavano aquile sulle porte delle loro case.
L'aquila nella mitologia romana
Essendo icona di Giove, padre di tutti gli dei e protettore dello Stato, l'aquila fungeva anche da simbolo del potere di Roma e del suo impero, ed era utilizzata come insegna da parte delle legioni dell'esercito.

#### L'aquila nella mitologia norrena
Secondo la mitologia norrena, l'aquila è l'eccelso tra gli uccelli, poiché sa volare molto in alto e può fissare il sole: è dunque emblema della percezione diretta della luce divina e della suprema sublimazione.
È inoltre un animale rapace, nemico dei serpenti, che strisciano sul terreno, e questo ne accentua la simbologia di antagonista della materialità. Secondo il Vafþrúðnismál il vento è prodotto da Hræsvelgr, il quale, sotto forma di aquila, siede alla fine del cielo e agita le sue ali. Tale citazione è ripresa anche da Snorri Sturluson nella sua Edda in prosa, nel Gylfaginning XVIII. È stato ipotizzato che l'aquila possa essere la stessa su cui il falco Veðrfölnir è seduto tra gli occhi – immagine che simboleggia una straordinaria percezione visiva – appollaiata sui rami dell'albero cosmico Yggdrasill, scambia continuamente cattive parole con il serpente Níðhöggr, che con altri ne rode le radici. La connessione dell'aquila con l'albero cosmico appare confermata non solo da un verso che recita «sui rami dei frassini si posano le aquile», bensì anche là dove si parla di un'aquila che si trova sopra il Valhalla, dimora delle anime dei guerrieri caduti con onore, nello stesso luogo in cui cresce l'albero Læraðr, da identificare con l'albero cosmico.
L'aquila è dunque un uccello sacro, iniziatico e dotato di grande sapienza, e sul suo becco sono incise le rune. È estremamente sapiente perché è l'uccello delle origini, il primo che vola sul mondo ogni volta che un nuovo ciclo ha inizio. Dall'alto dello spazio e del tempo ha chiara percezione del mondo.
L'aquila è inoltre uccello di Odino: sotto forma di aquila questo compie il furto dell'idromele, che rende poeta chi lo beve; a tale mito alludono verosimilmente i suoi appellativi Arnhöfði, «testa di aquila», e Örn, «aquila».
Come un sacrificio al dio deve essere presumibilmente intesa anche la pratica crudele di mettere a morte i nemici incidendo la cosiddetta «aquila di sangue» (rista blóðörn): questo consisteva nello staccare le costole dalla spina dorsale, aprirle come ali di aquila ed estrarre i polmoni della vittima.
Alla definizione dell'aquila quale uccello di Odino non è estranea la qualità rapace dell'uccello, che si nutre di cadaveri: la metafora «rallegrare le aquile», «dare cibo all'aquila» vale «uccidere molti nemici».
La trasformazione magica in aquila non è tuttavia prerogativa esclusiva del dio: così, infatti, è detto dello jarl Fránmarr che vuole proteggere due donne dall'assalto di un esercito; così soprattutto è detto di alcuni giganti quali Þjazi, il rapitore di Iðunn, Suttungr, derubato da Odino del sacro idromele, o Hræsvelgr, che con il battito delle sue ali possenti genera il vento sulla terra.

### L'aquila nell'iconologia e nel simbolismo cristiano

Aquila quaternione di Jost de Negker, immagine vettoriale (a gruppi di quattro gli scudi dei membri (stati imperiali) del Sacro Romano Impero).

Nell'antico testamento il Libro di Ezechiele inizia con la descrizione di una visione del profeta-autore:
(Ezechiele, 1, 5-10)
Si tratta del Tetramorfo, figura ripresa da San Giovanni evangelista nell'Apocalisse:
(Apocalisse di San Giovanni, 4, 7)

#### L'aquila, simbolo cristologico
La sua funzione di psicopompa si è evoluta, dalla leggenda siriana di Etana, nota sicuramente alle prime comunità cristiane, in immagine di Cristo salvatore, che porta le anime in cielo. Così già il Deuteronomio, nel Cantico di Mosé, assimila la figura di Dio all'aquila:
ove quell'Egli è il Signore.
Scrive Filippo di Thaon, monaco e poeta normanno del XII secolo:
(Filippo di Thaon, Bestiario)
 seguendo quanto ancor più esplicitamente aveva detto Sant'Ambrogio in proposito, nel suo commento ad un passo dei Proverbi:

#### L'aquila rigeneratrice
L'aquila aveva anche fama di rigenerarsi. Secondo una leggenda, all'aquila anziana si annebbiava la vista e si appesantivano le ali. Lei allora volava in cielo e bruciava le sue ali e il velo che le copriva gli occhi al calore del sole, dopodiché scendeva in terra e immersasi tre volte in una fonte tornava a essere giovane e vigorosa. Questa leggenda fu ripresa nella iconografia cristiana grazie ai versi del Libro dei Salmi:
 e Sant'Ambrogio fa sua questa interpretazione nei suoi Sermoni:

#### Altra simbologia
L'aquila è stata attribuita come simbolo a San Giovanni Evangelista in quanto con la sua visione descritta nel Libro dell'Apocalisse avrebbe contemplato la Vera Luce del Verbo, come descritto nel Prologo del suo Vangelo, così come l'aquila può fissare direttamente la luce solare. Questa attribuzione è attestata ai tempi di Sant'Agostino (IV - V secolo).
San Giovanni Evangelista viene paragonato all'aquila da Dante Alighieri, quando nella cantica del Paradiso immagina di parlare proprio con l'Evangelista:
(Dante Alighieri, Divina Commedia, Paradiso, XXVI, 52-54)
L'aquila viene anche considerata come simbolo del cristiano, chiamato dal battesimo a nuova vita e la frase del Vangelo secondo Luca: «laddove sarà il corpo, le aquile si raduneranno» fu interpretata da commentatori medievali che paragonarono il corpo al Cristo e le aquile che si radunano intorno a questo, alle anime cristiane.

### Simbologia negativa
L'aquila, a causa della sua voracità e della rapidità con la quale si avventa sulla preda, ebbe anche connotazioni simboliche negative. La credenza che si cibi di pesci raggiunti e ghermiti mentre nuotano tranquilli, ne ha determinato un'interpretazione negativa, soprattutto riguardo al fatto che il pesce era considerato dai primi cristiani un simbolo di Cristo. Sotto questo aspetto fu vista anche come simbolo di Satana, che attacca e ghermisce le anime, sottraendole alla loro normale destinazione cristiana. A questa interpretazione simbolica negativa ha contribuito certamente anche la classificazione dell'aquila come animale impuro, quindi non edibile, che viene data nel Deuteronomio.

### Stemmi, emblemi, armi araldiche
L'aquila quaternione (in tedesco: Quaternionenadler) è la raffigurazione allegorica di un'aquila bicipite, sulle cui piume alari sono illustrati a gruppi di quattro gli scudi dei membri (stati imperiali) del Sacro Romano Impero.
Con questa ricchezza di attribuzioni simboliche, l'aquila non poteva mancare negli emblemi e stemmi di qualsiasi genere: rappresentativi di eserciti, città, nazioni, casate nobiliari o di società sportive.
Fu adottata nei labari delle legioni romane, a cominciare dal consolato di Mario: e proprio sulla scia della gloria dell'Impero romano, un amplissimo novero di Stati e società l'ha usato per richiamarsi a questo, o a entità che si richiamavano a Roma.

#### Emblemi nazionali
(L'elenco esemplificativo che segue non è esaustivo.)

Albania[29]
Armenia
Austria
Repubblica Ceca
Egitto
Emirati Arabi Uniti
Filippine
Francia napoleonica
Friuli
Friuli-Venezia Giulia
Germania, Bundeswappen
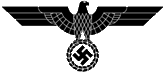
Germania nazista
Ghana
Indonesia
Islanda
Repubblica Sociale Italiana: Bandiera di combattimento
Liechtenstein
Malawi
Mali
Messico
Montenegro
Namibia
Nigeria
Polonia
Romania
Federazione russa
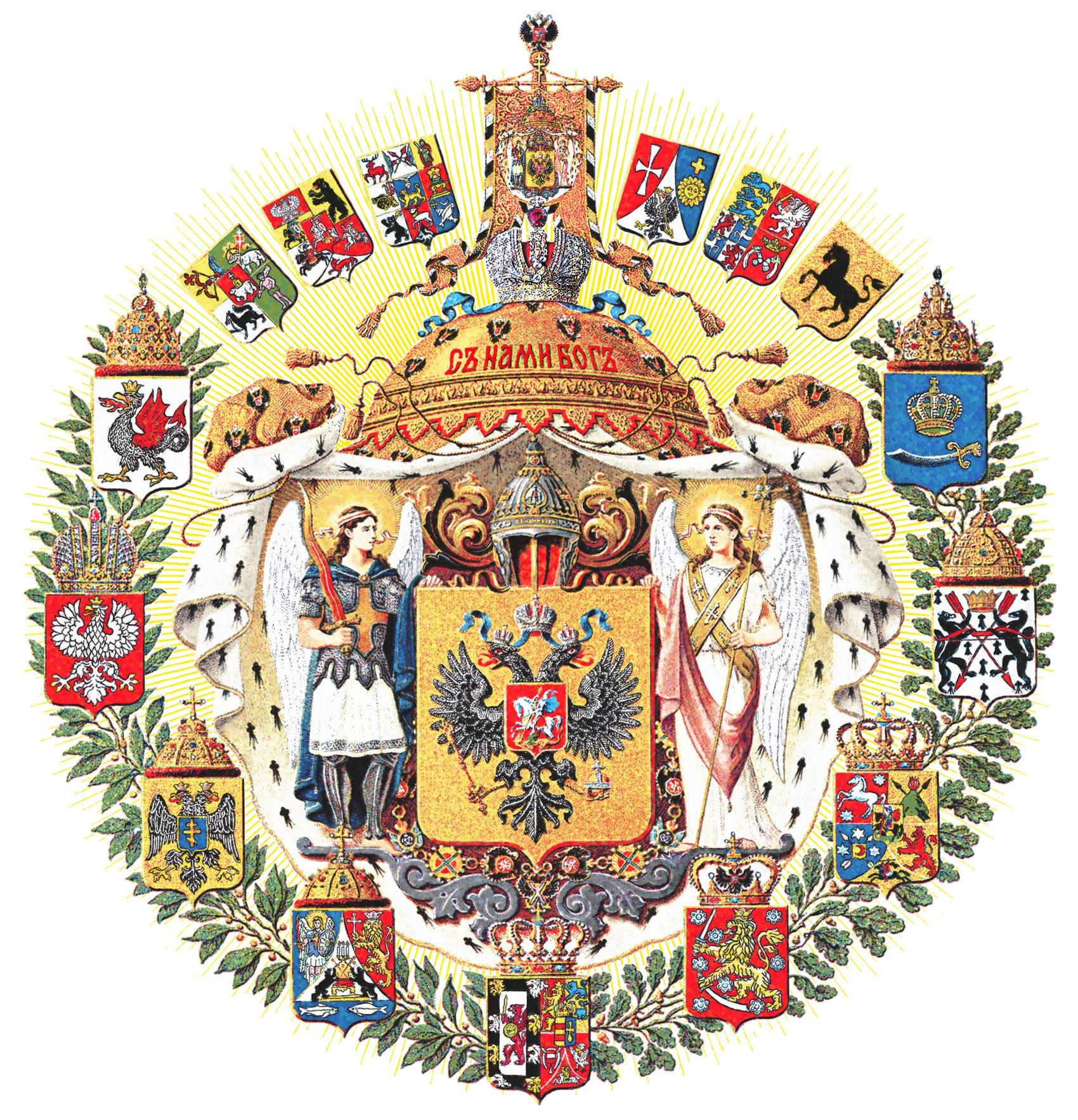
Impero russo
Sacro Romano Impero (dopo il 1400)
São Tomé e Príncipe
Sarawak
Repubblica di Serbia
Stati Uniti d'America
Sudafrica
Sudan

#### Emblemi degli Stati federati degli Stati Uniti d'America
Anche molti stati degli Stati Uniti d'America riportano nel loro stemma o nella loro bandiera l'immagine di un'aquila:

Arkansas
Iowa (bandiera)
Illinois
Michigan
Mississippi
North Dakota, (bandiera)
New Mexico
New York
Oregon
Pennsylvania
Utah
Wyoming[30]

### Nella cultura di massa
- Nei videogiochi della serie di Assassin's Creed, molti personaggi di primo piano portano nomi che significano "aquila". I protagonisti di Assassin's Creed: Origins e Assassin's Creed: Odyssey possiedono entrambi un'aquila che possono mandare in ricognizione.
- Aquila (in inglese Eagle) era il nome dato dagli astronauti dell'Apollo 11 al Modulo Lunare Apollo usato per allunare il 20 luglio del 1969.
- L'aquila è il simbolo di due storici club calcistici italiani di livello nazionale: Lazio e Palermo. Hanno l'aquila come simbolo anche altri club calcistici di livello regionale, in particolare: L'Aquila, Catanzaro, Cavese.
- Una delle trasformazioni di Jonathan Chase in Manimal è quella in un'aquila.
- In Kaan principe guerriero e in BeastMaster abbiamo la figura di Sharak: nel film Sharak è effettivamente un'aquila, nella serie è un essere umano trasformato in aquila in seguito a una maledizione.
- Nella serie He-Man e i dominatori dell'universo abbiamo la Maga che ha tra i suoi poteri la capacità di diventare un'aquila: inoltre il suo costume è ispirato a quello di un'aquila.
- Un personaggio di una serie spagnola si chiama Aguila Roja, e deve il suo nome al simbolo di un'aquila stilizzata rossa.
- Una delle tecniche di combattimento di Kira di Scilla è basata sull'aquila.
- L'aquila appare come simbolo delle Guardie Horus in Stargate SG-1; oltre al fatto che la loro armatura ha l'elmo che ricorda un'aquila, l'aquila appare come tatuaggio sulle loro fronte.
- Uno zord presente in Power Rangers Wild Force è un'aquila, e anche la Yellow Ranger di quella serie ha come simbolo un'aquila.
- Un cartone animato si chiama SilverHawks e uno degli alleati presenti dei protagonisti è un robot in forma d'aquila.
- Nei Transformers (G1) abbiamo almeno due robot che possono diventare aquile: Rapax, uno dei Duoform 2, e Falcon, uno dei Predacons.
- Nel cartone dei Visionaries c'è Witterquick, che ha il potere di trasformarsi in un'aquila.
- Nella trilogia e nel libro del Il Signore degli Anelli, più volte appaiono delle aquile, legate ad uno dei personaggi più rilevanti della saga, Gandalf, salvando lui sia da Isengard, dove era stato imprigionato e successivamente salvando Frodo (il protagonista e Samvise) dalle pendici del Monte Fato, dopo aver gettato in esso l'anello del potere.
- Nella mitologia tolkieniana in generale le aquile sono esseri benigni, differenziate dalle aquile comuni per la grandezza, con ali di circa sei metri per ala.